# Einzelfertigung

Handgeschmiedeter Großkerzenkirchenleuchter mit Messingwachstropfschale – GDR um 1980 – Verwendung von Panzerstahl und Messing – Einzelstück – Gewicht 10 Kilogramm – Im Sinne „Schwerter zu Pflugscharen“

Die Einzelfertigung (englisch individual production) ist in der Produktionswirtschaft ein Fertigungstyp, bei welchem ein Produkt nur einmal hergestellt wird, auch wenn später gleiche oder ähnliche Produkte hergestellt werden. Gegensatz sind die Massenfertigung, die Serienfertigung und die Sortenfertigung.
Einzelfertigung beschreibt einen Fertigungstyp hinsichtlich der Losgröße der Produkte und/oder der Wiederholhäufigkeit des Produktionsprozesses. Innerhalb eines Planungshorizonts wird nur eine Mengeneinheit eines Produkts hergestellt (Einmalfertigung) oder mehrere gleiche Produkte in größeren zeitlichen Abständen (Wiederholproduktion). Die Einzelfertigung ist eine typische Auftragsproduktion (Build-to-Order). Bei der Einmalfertigung liegt mithin die Losgröße bei {\displaystyle 1} und die Wiederholhäufigkeit bei {\displaystyle 0} (etwa die Golden Gate Bridge), bei der Einzelfertigung ist die Wiederholhäufigkeit {\displaystyle >0} (wie im Schiffbau).

## Übersicht
Nach der Homogenität der Produkte und der Häufigkeit der Leistungswiederholung wird zwischen Einzelfertigung, Massenfertigung, Serienfertigung und Sortenfertigung unterschieden:
| Fertigungstyp   | Merkmale | Beispiele                         |
| --------------- | --- | --------------------------------- |
| Einzelfertigung | ein Produkt/eine Dienstleistung wird nur einmal hergestellt, auch wenn später gleiche oder ähnliche Produkte/Dienstleistungen hergestellt werden                     | Bauwirtschaft, Friseur            |
| Massenfertigung | große Mengen an Produkten/Dienstleistungen werden wiederholt auf derselben Produktionsanlage hergestellt                                                             | Konsumgüter, Zahlungsverkehr      |
| Serienfertigung | die gleichzeitige oder unmittelbar aufeinander folgende Produktion mehrerer gleichartiger Produkte (Serie) auf verschiedenen Produktionsanlagen                      | Automobilindustrie, Modeindustrie |
| Sortenfertigung | produktions- und absatzverwandte Produkte in verschiedenen Ausprägungen, die in größeren Stückzahlen nacheinander auf derselben Produktionsanlage hergestellt werden | Brauerei, Buchdruck               |

Es kommt insbesondere darauf an, ob eine oder mehrere Produktionsanlagen zum Einsatz kommen und inwieweit die Durchlaufzeiten synchronisiert sein müssen.

## Arten
Klassische Organisationstypen der Fertigung (Arbeitsablaufprinzip) sind in der Einzelfertigung die Werkbankfertigung, die Werkstattfertigung sowie die Baustellenfertigung. Produkte werden hier individuell nach Auftrag oder Bestellung hergestellt. Charakteristische Merkmale der Werkbankfertigung sind ein niedriger Automatisierungsgrad, niedrige Arbeitsplatz- und geringe Investitionskosten, aber meist hohe Anforderungen an die Qualifikation und Flexibilität der Arbeitskräfte. Die Werkstattfertigung ist durch handwerkliche Tätigkeiten geprägt und erfordert ebenfalls hohe Flexibilität. Charakteristisch für die Baustellenfertigung ist insbesondere, dass Arbeitskräfte und Produktionsmittel nicht im Bauunternehmen, sondern an ständig wechselnden Baustellen tätig sind.
Einzelfertigung tritt auf im Groß- und Sondermaschinenbau, häufig im Werkzeugmaschinenbau, im Anlagenbau, in der Bauwirtschaft (Wohnungsbau, Brückenbau, Straßenbau), im Werkzeugbau und Rationalisierungsmittelbau, aber auch im handwerklichen Bereich, z. B. maßgefertigte Kleidung und Schuhe. Bei völligen Neukonstruktionen, bei denen nur wenig auf vorhandene Zeichnungen, Stücklisten und Arbeitspläne zurückgegriffen werden kann, spricht man auch von Sondereinzelfertigung. Auch bei der Herstellung von Zahnersatz handelt es sich um Einzelanfertigungen eines Zahnarztes oder Dentallabors. Einzelfertigung in der Forschung und Entwicklung nennt sich Prototyping.

## Fertigungstypen
Die Einzelfertigung weist im Vergleich zu den anderen Fertigungstypen folgende Merkmale auf:
| Fertigungstyp            | Qualifikation Personal | Produkt-/Dienstleistungsqualität | Produktionsmittel             | Kosten/Marktpreise                                                |
| ------------------------ | ---------------------- | -------------------------------- | ----------------------------- | ----------------------------------------------------------------- |
| Einzelfertigung          | hoch                   | individualisiert                 | flexible Maschinen            | Durchschnittskosten konstant, keine Preissenkungspotenziale       |
| Massenproduktion         | niedrig                | standardisiert                   | spezialisierte Maschinen      | sinkende Durchschnittskosten, hohe Preissenkungspotenziale        |
| Serienfertigung          | niedrig                | standardisiert                   | spezialisierte Maschinen      | Kostenvorteile bei Kleinserien, mittlere Preissenkungspotenziale  |
| flexible Spezialisierung | hoch                   | Einzelfertigung                  | hochgradig flexible Maschinen | Kostenvorteile bei Kleinserien, geringere Preissenkungspotenziale |

## Wirtschaftliche Aspekte
Das Produktionsprogramm ist bei Einzelfertigung lediglich allgemein für Produktarten festgelegt, so dass flexibel jede Produktvariante hergestellt werden kann. Im Arbeits- und Produktionsprozess ist eine detaillierte Arbeitsvorbereitung nicht erforderlich. Das Unternehmen verfügt über universell einsetzbare Maschinen, die für viele unterschiedliche Arbeitsvorgänge verwendbar und kurzfristig umgerüstet werden können. Außerdem sind hoch qualifizierte Facharbeiter erforderlich, die auch mit neuen Situationen gut umgehen können. Die Stückkosten sind relativ hoch, weil eine Fixkostendegression mangels Ausnutzbarkeit des Gesetzes der Massenproduktion nicht möglich ist.
Eine Einzelfertigung ist stets mit stark schwankender Kapazitätsauslastung verbunden, weil diese vom schwer zu prognostizierenden Auftragseingang abhängt. Wenn die Produktion erst nach Auftragseingang beginnen kann, sind die Durchlaufzeiten und Lieferzeiten teilweise sehr lang, was zu einer hohen Kapitalbindung im Unternehmen  führt.